# NGC 182
NGC 182 je galaksija u zviježđu Ribe.

## Vanjske poveznice
- SEDS: NGC 0182